# Mate Trojanović
Mate Trojanović (* 20. maj 1930, Metković, Hrvaška; † 26. marec 2015, Maribor, Slovenija) je jugoslovanski veslač hrvaškega rodu, olimpionik, biolog in veterinar.
Leta 1952 je na poletnih olimpijskih igrah v Helsinkiju osvojil zlato medaljo. Za Jugoslavijo je to bila prva zlata kolajna po drugi svetovni vojni in tudi edina olimpijska zlata medalja v veslanju. Veslal je v  četvercu brez krmarja. Poleg Trojanovića so zmagovalni četverec sestavljali Duje Bonačić, Velimir Valenta in Petar Šegvić, njihov trener je bil Davor Jelaska. K zmagi je pripomogel nov, izposojen čoln. V finalu so zmagali z 2,9 sekundno prednostjo pred Francijo.
Veslaško kariero je pričel v klubu HVK Gusar iz Splita. Najprej je želel postati plavalec, a si je po pogovoru s prijateljem hitro premislil in se podal v veslaške vode. Po zmagi na olimpijskih igrah je aktivno veslaško kariero nadaljeval le še eno leto, zanjo so vsi člani četverca prejeli štipendijo. Nato se je posvetil študiju. Po študiju se je poročil, preselil v Maribor in športno kariero opustil.
Študiral je biologijo, opravil vse izpite, a namesto da bi diplomiral, se je takoj vpisal še na študij veterine in ga končal z odliko. Tako se je izognil hitri zaposlitvi. V Mariboru je delal kot carinski veterinarski inšpektor.